# Arroyo del Pantanoso
Der Arroyo del Pantanoso ist ein Fluss in Uruguay.
Er entspringt in der Cuchilla de Marincho einige Kilometer westnordwestlich von Trinidad nahe der Ruta 14 und westlich der Quelle des del Agua Fría. Von dort fließt er auf dem Gebiet des Departamentos Flores in überwiegend westliche Richtung. Er mündet an der Grenze zum Nachbardepartamento Soriano in der Sierra de los Leones als rechtsseitiger Nebenfluss in den Arroyo Grande.